# Ендоліти

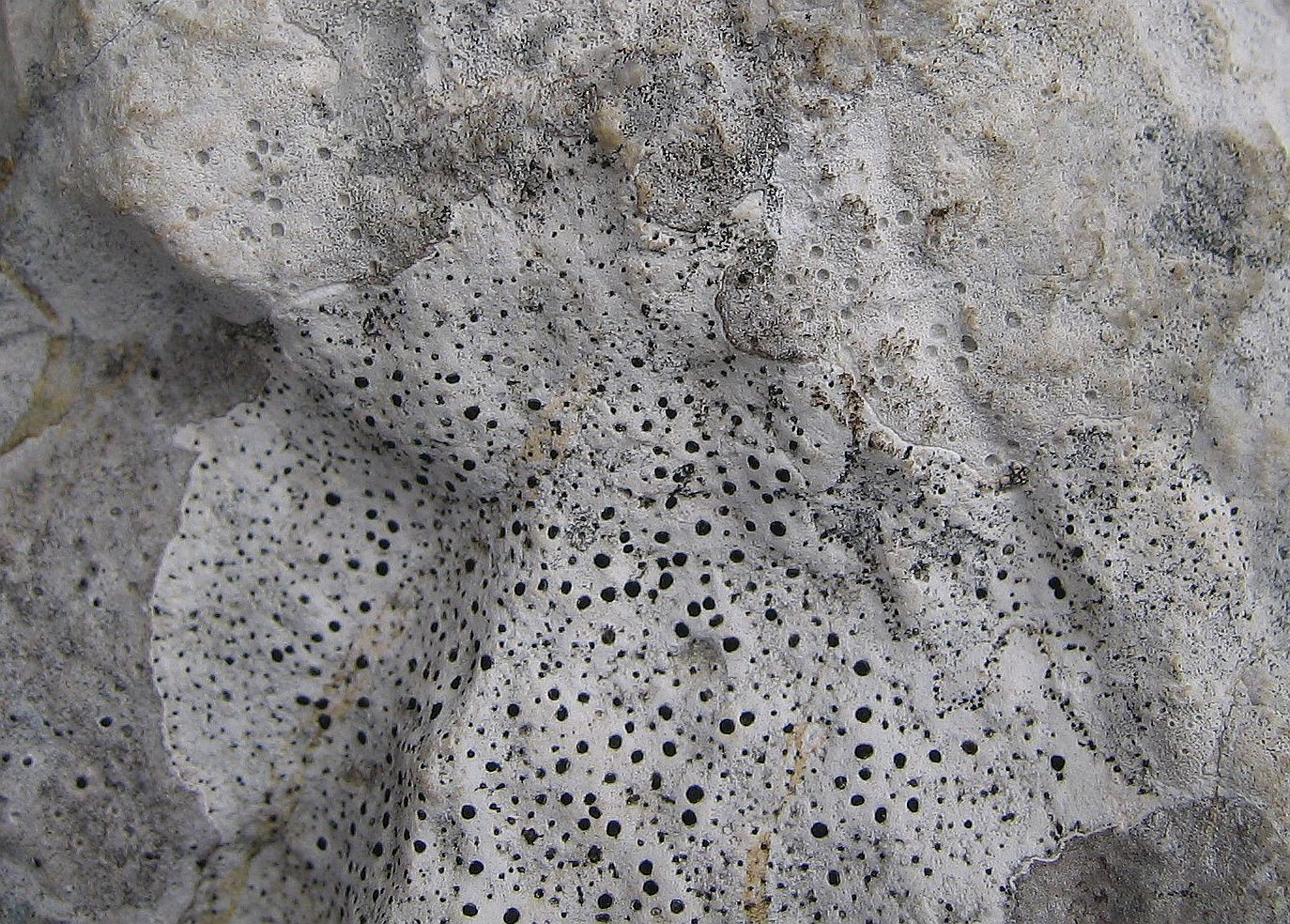
Ендолітові лишайники роду Verrucaria

Ендоліти — це організми (археї, бактерії, гриби, лишайники, водорості або амебоїдні одноклітинні), які живуть в тріщинах скель та інших місцях, непроникних для життя, наприклад, в порах між зернами мінералів. Ці види були знайдені на глибині 3 км під поверхнею Землі. Деякі дослідження показують, що внаслідок відсутності води на таких глибинах, вони отримують енергію для існування від сполук заліза, калію або сірки. Деякі з них (свердлильні водорості) в'їдаються у вапняний субстрат (скелі, черепашки молюсків, панцирі ракоподібних).
Ендоліти можуть перенести тривалу подорож через космос, щоб потрапити в атмосферу нової планети. Міжнародна група вчених встановила цей факт, помістивши кілька колоній земних мікроорганізмів у середовище, подібне до марсіанських метеоритів. У дослідженні було використано бактеріальні ендоспори, ендоліти-ціанобактерії і деякі підвиди лишайників. Використовуючи дані попередників, вчені змоделювали виникнення умов, необхідних для запуску метеорита з поверхні Марса до космічного простору. Виявилося, що більшість мікроорганізмів здатна пережити всі негоди старту, зокрема перевантаження і підвищення температури метеорита.